# Дивовижний Маліні (Цілком таємно)
Дивовижний Маліні (The Amazing Maleeni) — 8-й епізод сьомого сезону серіалу «Цілком таємно». Епізод не належить до «міфології серіалу» — це монстр тижня. Прем'єра в мережі «Фокс» відбулася 16 січня 2000 року.
У США серія отримала рейтинг Нільсена, рівний 9.4 який означає, що в день виходу її подивилися 16.18 мільйона глядачів.

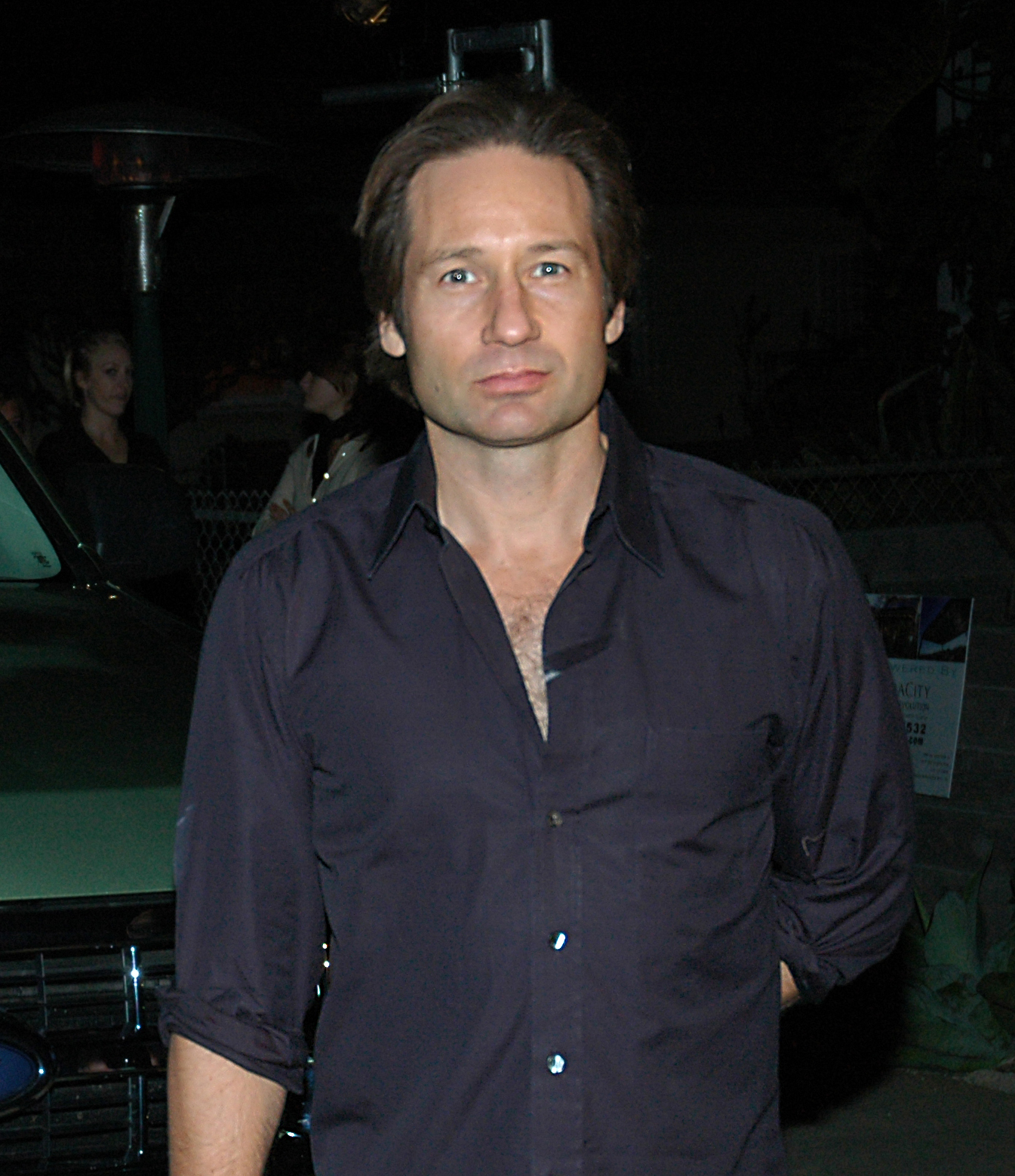

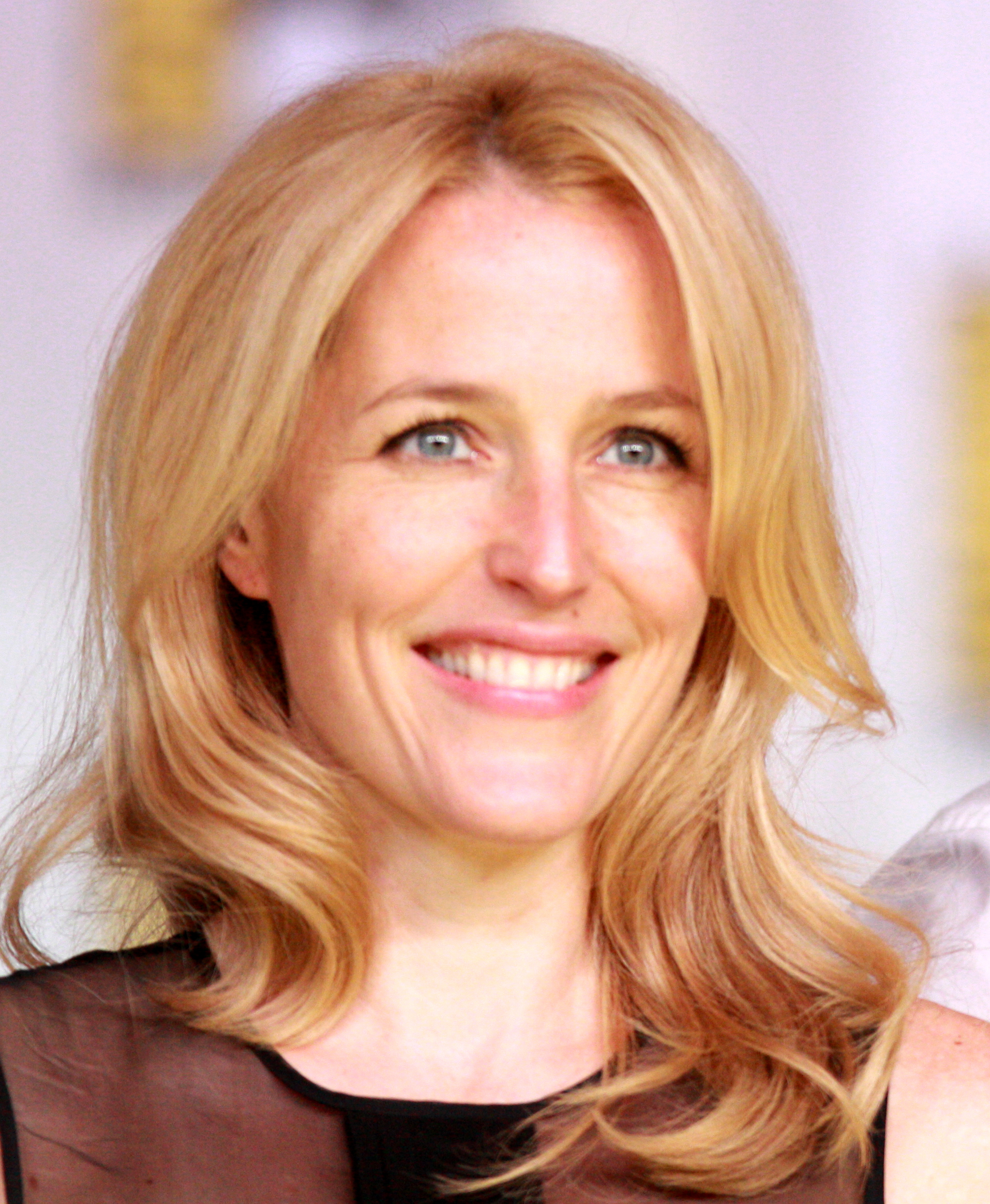

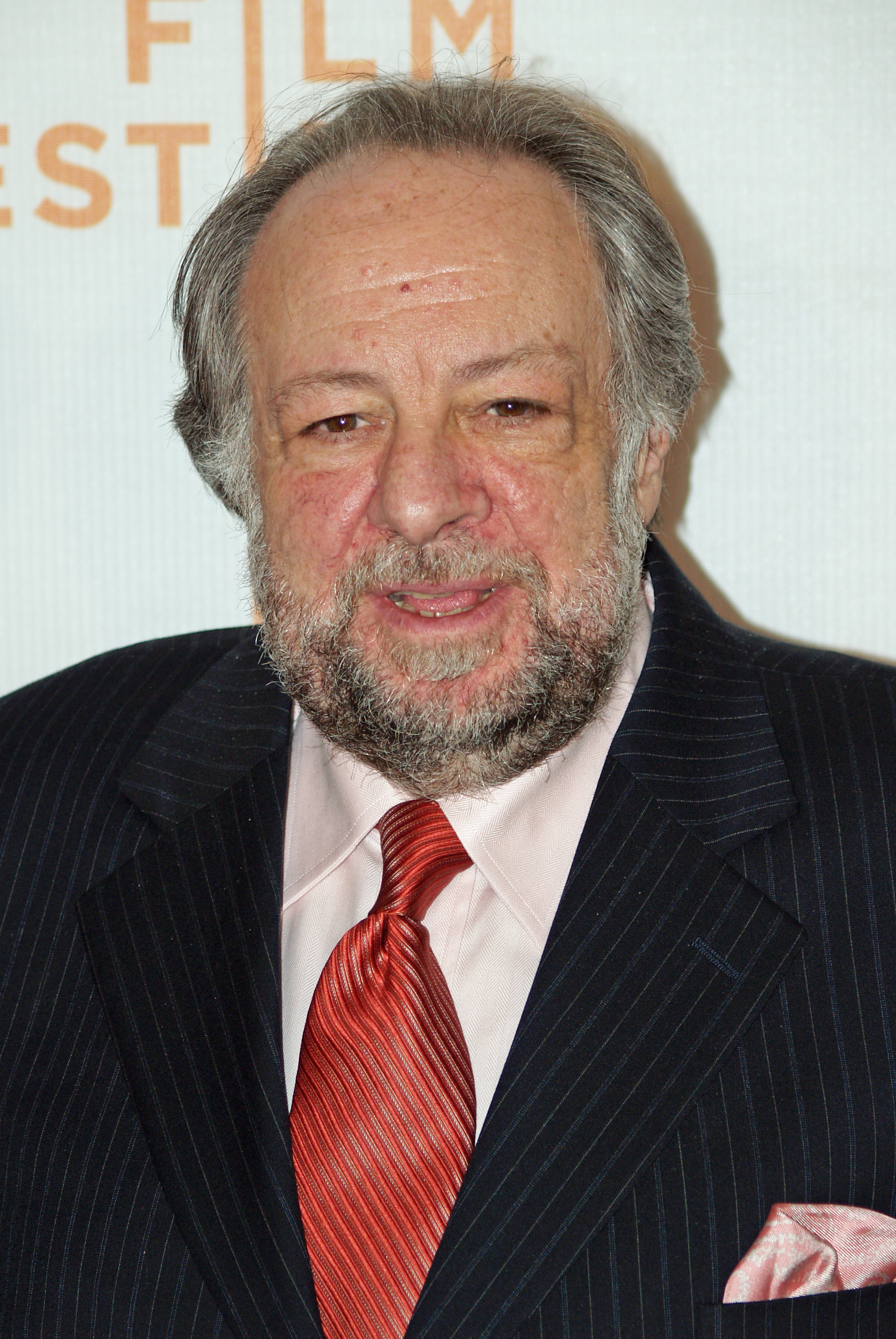

В Санта-Моніці вуличний фокусник Дивовижний Маліні на карнавалі показує номер зі обертанням голови навколо тулуба на 360 градусів, як відповідь на нападки іншого фокусника - Біллі Лабонжа. По завершенні виступу Маліні віддаляється в свій фургон, де його голова повністю відділяється від тіла.

## Зміст
Істина поза межами досяжного
На пірсі Санта-Моніки фокусник "Дивовижний Маліні" на карнавалі показує відвідувачам фокус "оберт голови на 360 градусів". Тоді як Біллі Лабонж, інший фокусник, піднімає на кпини Маліні під час заходу. Маліні сідає в свій фургон; організатор приносить йому обумовлену суму - але фокусник сидить непорушно. Організатор його торсає за руку - голова відокремлюється від тулуба й падає долі.
Малдер і Скаллі розслідують справу - біло обезголовленого трупа крові майже не було. Дейна із сарказмом зауважує Фоксу - він говорить як Тоні Рендалл. На відеокамері туриста видно - Маліні дійсно обернув голову на 360 градусів. Пізніше Біллі Лабонжа в Північному Голлівуді допитують Фокс Малдер та Дейна Скаллі. Він розповідає агентам, що Дивовижний Маліні - це псевдонім - на честь Макса Маліні. І, на його думку, Маліні був викрадачем імені та показував старі трюки. Агенти із гримасами на лицях дивляться як Лабонж провертає свою руку на 360 градусів. Лабонж також повідомляє - у Маліні був великий картярський борг. Перед відходом агентів фокусник віддає їхні посвідчення.
Під час розтину Скаллі виявляє, що, хоча голова Маліні була чисто відпиляна, смерть наступила від серцевого нападу. Вона також виявляє, що він був мертвий щонайменше місяць і тіло перебувало у холодильнику. Навіть незважаючи на те, що менеджер карнавалу говорив з ним лише хвилини до того, як його голова відвалилася.
Тим часом Лабонж знаходить чоловіка на ім'я Сіссі Альварес, який сидів з Лабонжем і йому Маліні заборгував гроші. Лабонж зізнається, що він спричинив відпадання голови Маліні, і каже, що дасть Альваресу гроші, які він винен, якщо допоможе йому своєю магією. Він демонструє Альваресу свою руку в полум'ї - а в ній задимлений Альваресів гаманець.
Малдер і Скаллі дізнаються, що у Маліні (Германа) є брат-близнюк Альберт Пінчбек. Альберт одягнений в шийний фіксатор бо, за його словами, потрапив в автокатастрофу у Мексиці. Малдер каже йому, що вважає - він зробив магічну дію, але чоловік показує, що у нього немає ніг, які він також втратив у Мексиці в автокатастрофі. Агенти приходять до Лабонжа і грають на струнах його честолюбства. Лабонж оглядає фургон Маліні - і не знаходить подвійного дна.
Прийшовши на роботу, Альварес погрожує Пінчбеку, що вб’є його, якщо не отримає своїх грошей. Потім Лабонж підставляє Альвареса до спроби пограбування, нападаючи на вантажівку безпеки під виглядом Сіссі. Агенти приходять до Альвареса і показують розписку Пінчбека з відбитками Сіссі. Незабаром Малдер дізнається, що Пінчбек - справжній Маліні, і що він підробив відсутність ніг. Малдеру видається дивним що Маліні так погано грав у покер. Фокс підозрює - їх водять за носа. За ними слідкував Лабонж і він здійснює хибний виклик "Служби порятунку" - та йде не поклавши слухавку. Лабонж йде до Альвареса - той погрожує йому і стверджує шо його підставили. Лабонж погрожує пістолетом і втікає. Лабонжа навдивовижу щвидко арештовує поліція.
Агенти зустрічаються з Пінчбеком, він зізнається, що сфабрикував власну смерть, щоб вийти з боргу Альвареса. Пінчбек зізнається, що знайшов свого брата мертвим від серцевого нападу вдома і використав його тіло як дубль. Пінчбека негайно арештовують. Крім того, Альварес заарештований через спробу пограбування, яку Лабонж робив раніше. Перевіряючи, чи не вкрав Пінчбек кошти в банку, менеджер сказав Малдеру, що їм потрібен його номер значка та відбиток великого пальця, щоб отримати доступ до електронного переказу коштів. Малдер показує гаманець Скаллі Маліні, який він зібрав із доказів до конфронтації з ним та Лабонжем. Коли агенти вперше познайомилися з Лабонжем, він таємно перебрав їх значки як приклад своєї майстерності з спритністю рук, що дало йому номер значка Малдера. Після їхньої першої зустрічі з Пінчбеком, що видає себе за брата, Пінчбек вчинив з Малдером трюк, залишивши відбитки Малдера на картці, яка, як показує Малдер, надійно знаходиться в гаманці Маліні.
Сховище в банку Пінчбека виявляється спустошеним а гроші знаходяться над баром Альвареса - занадто легко. Пізніше Малдер і Скаллі протистоять Лабонжу і Маліні, коли їх відпускають під заставу. Малдер пояснює, що він зрозумів їхній план - Лабонж і Пінчбек насправді не були ворогами, і що вони працювали разом, аби посадити Альвареса у в'язницю. Життя Лабонжа було жалюгідним у в'язниці за 8 років до цього, і, будучи майстрами хитрості та хитрощів, вони вдвох легко врятувались, здійснили пограбування та повернулись до своїх камер, перш ніж їх помітили.
Після виходу двох фокусників, впевнених у відсутності доказів проти них, Малдер відкриває Скаллі справжній трюк, який виконується - що все, що стосується Альвареса, було суто неправильним напрямом.  Малдер пояснює, що пара навмисно діяла гучно, щоб привернути увагу ФБР, і що якби вони зібрали номер значка та відбиток великого пальця, вони змогли б виконати електронний переказ грошей. Коли Малдер і Скаллі залишають тюрму, Скаллі показує, що вона теж навчилася трюку, і повертає руку на 360 градусів подібно до того, що робив Лабонж зі своєю рукою. Малдер просить Скаллі пояснити, як, і вона відмахнулася від нього, кажучи просто "магія".

## Зйомки
"Дивовижний Маліні" був натхненний давнім прагненням Френка Спотніца до створення епізоду, присвяченого виключно "магії та ілюзії". Спотніц відстоював цю ідею з того часу, як вперше приєднався до письменницького складу серіалу протягом другого сезону. Зрештою, протягом сьомого сезону Вінсу Гіллігану було доручено написати епізод, який він назвав "агонією". Гілліган пояснив: "Епізод розпочався з Френка, оскільки він - протягом декількох років - хотів написати серію про фокусників. Френк був шанувальником телевізійного шоу "Чарівник" з Біллом Біксбі, тому я вважаю, що це було частиною задуму, але Френка зацікавила ідея магії та спосіб обдурити людей, які бажають бути обдуреними".
Улюбленого фокусника Спотніца, Рікі Джея, шукали можливість залучити для зйомок в "Дивовижному Маліні". На жаль, знімальна група виявила, що ні Джей, ні резервний фокусник шоу Девід Блейн не мали змоги тоді зніматися. Кріс Картер, однак, пізніше заявив, що колектив серіалу не буде сприймати "ні" як відповідь: "Ми поговорили з ним по телефону. Він погодився прийти до нас в офіс, щоб поговорити про сценарій, і в кінцевому підсумку зробив для нас деякі фокуси - це зводило нас із Френком знову до стану шестирічних дітей". Після обговорення Джей погодився запросити зірку в епізод із застереженням, що його проситимуть лише робити трюки, які він звик. Згодом Гілліган зауважив: "Що стосується нас, то, крім Рікі Джея, не було іншого вибору. Він не з нетерпінням чекав ідеї зіграти фокусника, бо, на мою думку,  вважав, що їх ніколи не зображували дуже реально в телевізійних шоу".
Акторський склад та знімальна команда насолоджувались відчуттям історії "парку розваг". Згодом Андерсон зазначала: "Через всю цю магію мене зйомки постійно розважали. Складність подібного полягає в тому, що ти схильна забувати, що із людьми все ще трапляються погані речі". Андерсон також говорила, що вона та Духовни "мусили продовжувати нагадувати (їм), що (вони) мали справу з вбивством", хоча багато хто з їхнього оточення повинен був бути нестримним.
В епізоді було використано кілька спецефектів, хоча для того, щоб забезпечити відчуття "реальності камери", багато інтенсивніших ефектів виконувались звичайними, а не цифровими засобами. Сцена, в якій рука Білла Лабонжа спалахнула, була створена за допомогою каскадера, а не  дорогих і, зрештою, «менш переконливих» цифрових ефектів. Сцена з "Дивовижним Маліні", що повертає голову на 360 градусів, була створена із використанням протезної голови, наданої студією Джона Вуліча.

## Показ і відгуки
"Дивовижний Маліні" вперше вийшов в ефір у США 16 січня 2000 року. Цей епізод отримав рейтинг Нільсена 9,4 із часткою 14, що означає - приблизно 9,4% всіх домогосподарств, обладнаних телевізором, і 14% домогосподарства, які дивилися телевізор, були налаштовані на епізод. Його переглянули 16,18 млн глядачів. Епізод, випущений у Великій Британії та Ірландії в ефірі "Sky One" 7 травня 2000 року, переглянуло 0,79 млн глядачів.
Епізод отримав неоднозначні відгуки критиків. Кеннет Сілбер з "Space.com" критично висловився про хитросплетіння серії, написавши: "" Дивовижний Маліні" - це заплутаний епізод, у якому в кінцевому підсумку бракує захоплення і хвилювання. Навіть якщо можна зрозуміти, що відбувається, залишаються питання". Роберт Шірман та Ларс Пірсон у книзі “Хочемо вірити: критичний путівник з Цілком таємно, Мілленіуму та Самотніх стрільців” оцінили його 2 зірками з п’яти. Вони зауважили, що, якби в епізоді використовувались справжні магічні трюки, замість того, щоб "вдаватися до CGI", епізод був би набагато більше, ніж просто "обман". Крім того, Шірман і Пірсон критикували той факт, що пояснення, як стояло за Маліні, що повертає голову на 360 градусів, ніколи не було задовільним для пояснення. Пола Вітаріс з "Cinefantastique" написала епізоду змішаний огляд і присудила йому 2 зірки з чотирьох. Вітаріс порівняла сюжет з фільмом "Дорога на Арлінгтон" 1999 року, зазначивши, що, хоча "схему цікаво спостерігати, як вона розгортається ... врешті-решт, це не заслуговує довіри; занадто багато залишається відкритим для випадкових ситуацій".
Не всі огляди були такими критичними. Річ Розвелл з "Digitally Obsessed" нагородив епізод 4 із 5 зірок. Хоча він зазначив, що епізод був "не найкращою роботою Гіллігана" і його написання було "трохи різнокольоровим", оглядач сказав, що "вібрація ("Дивовижного Маліні") прописана дуже добре". Том Кессеніч у  книзі "Іспити" дав епізоду помірно позитивний відгук, написавши: "Моє серце не мчалося, і я не сидів на краю свого місця, коли Малдер і Скаллі викривали наших двох фокусників... Але було цікаво зібрати підказки, щоб побачити, до чого це все долучилося". Зак Гендлен з "The A.V. Club" присвоїв епізоду "B +" і написав, що він "любить це". Він високо оцінив добродушність епізоду, яка, на його думку, була пов'язана із взаємодією Малдера і Скаллі. Гендлен теж насолоджувався написанням, зазначаючи, що "сценарій також добре справляється з розкриттям своїх таємниць таким чином, щоб ні чарівники, ні наші герої ніколи не були схожими на ідіотів".

## Знімалися
- Девід Духовни — Фокс Малдер
- Джилліан Андерсон — Дейна Скаллі
- Рікі Джей — Герман Пінчбек; Альберт Пінчбек
- Джонатан Левіт — Біллі Лабонж
- Роберт Ласардо — Сісі Альварес
- Стівен Барр — вартовий-кур'єр
- Джим Маньячі — охоронець
- Денніс Кейффер — охоронець